# Тениет Ел Хад
Тениет Ел Хад е един от 10-те национални парка в Алжир. Създаден е през 1983 и има площ 36 км². Разположен е в провинция Тисемсилт, в подножието на най-високия връх на Уарсенис, планинска верига, част от Тел Атлас. Паркът притежава много гори и разнообразна флора и фауна. Тениет ел Хад е популярно място за пешеходен турзиъм за много алжирци.
1. ↑  www.joradp.dz